# Поим (приток Вороны)
По́им — река в Пензенской области России, протекает по Башмаковскому и Белинскому районам. Длина реки составляет 50 км, площадь водосборного бассейна 350 км².
Начинается восточнее города Башмаково, пересекает его и течёт в общем юго-восточном направлении через населённые пункты Шереметьево, Митрофаново, Шарово, Поим, в которых перегорожена дамбами. Устье реки находится на 401 км по правому берегу реки Вороны.
Основные притоки — Качетверть (пр), Хохловка (пр), река в урочище Редкий Дуб (лв), балка Шат (пр), Белозерка (лв).

## Данные водного реестра
По данным государственного водного реестра России относится к Донскому бассейновому округу, водохозяйственный участок реки — Ворона, речной подбассейн реки — Хопер. Речной бассейн реки — Дон (российская часть бассейна).
Код объекта в государственном водном реестре — 05010200212107000006236.